# Skrzyżowanie równorzędne

Znak A-5

Skrzyżowanie równorzędne – skrzyżowanie, na którym nie wyróżniono kierunku z pierwszeństwem przejazdu.
W Polsce, zgodnie z art. 25 kodeksu drogowego, wszystkie skrzyżowania są równorzędne, o ile odpowiednie znaki lub sygnały drogowe nie ustalają pierwszeństwa dla któregoś z kierunków. Pierwszeństwo przejazdu na takim skrzyżowaniu ma pojazd nadjeżdżający z prawej strony (jeżeli wykonuje się skręt w lewo, należy także ustąpić pierwszeństwa pojazdowi jadącemu z kierunku przeciwnego na wprost lub skręcającemu w prawo). Zasada prawej ręki nie dotyczy pojazdów szynowych i uprzywilejowanych, które mają pierwszeństwo niezależnie od kierunku, z którego nadjeżdżają.
Zgodnie z definicją skrzyżowania (zawartą w art. 2 przedmiotowej ustawy) przecięcia publicznej drogi utwardzonej z drogami ziemnymi, dojazdowymi i wewnętrznymi nie są uważane za skrzyżowania. W związku z tym wjazd na publiczną drogę utwardzoną z takiego przecięcia się dróg jest traktowany jako włączenie się do ruchu i – zgodnie z art. 17 kodeksu – należy w takiej sytuacji ustąpić pierwszeństwa pojazdom jadącym utwardzoną drogą publiczną, niezależnie od kierunku, z którego nadjeżdżają. Natomiast przecięcia się dróg ziemnych i dróg wewnętrznych są traktowane jak skrzyżowania i, o ile znaki i sygnały drogowe nie określają innych zasad pierwszeństwa, stosuje się do nich ogólne przepisy ustawy (art. 1).
Czasami, dla zapewnienia zwiększenia bezpieczeństwa ruchu, przed skrzyżowaniami równorzędnymi stawia się znak ostrzegawczy A-5 (nie jest on jednak wymagany prawem). Skrzyżowania równorzędne często wprowadza się w strefach ruchu uspokojonego, ponieważ wymuszają ograniczenie prędkości pojazdów (pełnią wówczas niejako funkcję progów zwalniających).